# Średniki (przystanek kolejowy)
Średniki (biał. Сераднякі; ros. Середняки) – przystanek kolejowy w pobliżu miejscowości Znamia, w rejonie słuckim, w obwodzie mińskim, na Białorusi. Leży na linii Osipowicze – Baranowicze.
Nazwa pochodzi od położonej w pobliżu miejscowości Średniki.